# Y-Δ 변환
Y-Δ 변환(Y-Δ transform, wye-delta transform) 또는 T-Π 변환(T-Π transform, star-pi transform)은 전기 회로 분석을 간단하게 할 수 있는 수학적 기술 중 하나이다. 이 변환의 이름은 분석하고자 하는 회로도 모양이 각각 알파벳 Y와 그리스 문자 Δ(델타)로 보인 것에서 따왔다. 이 회로 변환은 1899년 아서 에드윈 케넬리가 처음 발표하였다. 이 변환은 오늘날 3상전력 회로 분석에서 광범위하게 사용된다.
Y-Δ 변환은 3개의 저항기가 달린, 스타-매쉬 변환의 특수해라고 볼 수도 있다. 수학에서 Y-Δ 변환은 평면 그래프 이론 해석에서 중요한 역할을 한다.

## 명칭

T-Π 변환을 보여주는 그림

Y-Δ 변환은 많은 다른 이름으로도 알려져 있는데, 주로 2가지 모양을 따와서 이름이 붙여있다. 하나는 Y를 T(또는 star)로 바꿔 부르거나, Δ(델타)를 삼각형 또는 Π(그리스 문자 파이), 매쉬로 바꿔서 부른다. 보통은 이 변환 이름을 와이-델타, 델타-와이, 티-파이, 파이-티 변환 4가지로 부른다.

## 기초 변환

이 글에서 사용되는 Δ 및 Y 회로

이 변환은 3개의 선으로 연결된 서로 다른 모양의 회로망이 실제로는 같은 것임을 보여준다. 3개의 말단부 공통 노드에 전력을 공급하는 능동소자가 하나도 없을 경우, 임피던스 변환을 통해 노드를 없앨 수 있다. 회로가 등가임을 보이기 위하여 두 회로망의 양 끝단 사이 총 임피던스는 항상 같아야 한다. 여기에 주어진 방정식은 실제로 복잡한 임피던스일 경우에도 해당된다.

### Δ에서 Y로의 변환

이 글에서 사용할 Δ 회로와 Y 회로

Y 회로의 양단 임피던스 {\displaystyle R_{y}}은 Δ 회로에서의 인접 노드로의 임피던스 {\displaystyle R'}, {\displaystyle R''}를 이용하여 다음과 같이 나타낼 수 있다.
{\displaystyle R_{y}={\frac {R'R''}{\sum R_{\Delta }}}}
여기서 {\displaystyle R_{\Delta }}는 Δ 회로에서의 모든 임피던스이다. 이 식을 통하여 각각의 임피던스를 구하면 다음과 같다.
{\displaystyle {\begin{aligned}R_{1}&={\frac {R_{b}R_{c}}{R_{a}+R_{b}+R_{c}}}\\R_{2}&={\frac {R_{a}R_{c}}{R_{a}+R_{b}+R_{c}}}\\R_{3}&={\frac {R_{a}R_{b}}{R_{a}+R_{b}+R_{c}}}\end{aligned}}}

### Y에서 Δ로의 변환
Δ 회로에서 임피던스 {\displaystyle R_{\Delta }}를 구하는 식은 다음과 같다.
{\displaystyle R_{\Delta }={\frac {R_{P}}{R_{\mathrm {opposite} }}}}
여기서 {\displaystyle R_{P}=R_{1}R_{2}+R_{2}R_{3}+R_{3}R_{1}}은 Y 회로에서 모든 임피던스 쌍의 곱의 합이며, {\displaystyle R_{\mathrm {opposite} }}는 {\displaystyle R_{\Delta }}와 정 반대에 있는 양 끝단의 Y 회로의 노드 임피던스이다. 이를 통해 구한 각각의 모서리의 임피던스는 다음과 같다.
{\displaystyle {\begin{aligned}R_{a}&={\frac {R_{1}R_{2}+R_{2}R_{3}+R_{3}R_{1}}{R_{1}}}\\R_{b}&={\frac {R_{1}R_{2}+R_{2}R_{3}+R_{3}R_{1}}{R_{2}}}\\R_{c}&={\frac {R_{1}R_{2}+R_{2}R_{3}+R_{3}R_{1}}{R_{3}}}\end{aligned}}}

## 변환의 존재성과 유일성 증명
이 변환의 존재성은 회로 이론의 중첩 정리를 통해 보일 수 있다. 더욱 일반화한 스타-매쉬 변환에서 유도하는 것 보다는 더 짧게 증명할 수 있다. 두 회로가 동등함은 3개 노드({\displaystyle N_{1},N_{2},N_{3}})의 외부 전압({\displaystyle V_{1},V_{2},V_{3}})과 그에 대응하는 전류({\displaystyle I_{1},I_{2},I_{3}})가 Y 회로에서 Δ 회로로, 또는 그 반대로 넘어가도 같음을 보여 증명할 수 있다. 이 증명을 위하여 노드에 주어진 외부 전류를 통해 이를 계산할 것이다. 중첩정리에 따르면, 3개 노드의 전류를 이용하여 3가지 노드 방정식에서 전압의 선형 합을 통해 총 전압을 구할 수 있다.
(1) {\displaystyle (I_{1}-I_{2})/3,-(I_{1}-I_{2})/3,0}
(2) {\displaystyle 0,(I_{2}-I_{3})/3,-(I_{2}-I_{3})/3}
(3) {\displaystyle -(I_{3}-I_{1})/3,0,(I_{3}-I_{1})/3}
여기서 키르히호프의 전기회로 법칙에 따라 {\displaystyle I_{1}+I_{2}+I_{3}=0}이다. 이 회로망에는 이상 전류원이 하나만 있기 때문에 각 방정식을 푸는 것은 간단하다. 각 상황에서 양 노드의 전압이 서로 동일하게 될려면 두 회로의 등가저항이 같아야 하는데, 이는 직렬 회로와 병렬 회로의 기초 법칙을 이용해 증명할 수 있다.
{\displaystyle R_{3}+R_{1}={\frac {(R_{c}+R_{a})R_{b}}{R_{a}+R_{b}+R_{c}}},}  {\displaystyle {\frac {R_{3}}{R_{1}}}={\frac {R_{a}}{R_{c}}}.}
6개의 방정식은 3개의 다른 변수 {\displaystyle R_{a},R_{b},R_{c}}로 알고자 하는 변수 {\displaystyle R_{1},R_{2},R_{3}}를 나타내기 충분하나, 이 방정식이 실제 위에 나타낸 것처럼 나타낼 수 있다는 걸 보이는 건 간단하다. 실제로, 중첩정리를 통하여 저항 값 사이의 관계를 보일 수 있을 뿐 아니라, 이 해가 유일함도 보장한다.

## 회로망의 간단화
2개의 단말부가 있는 저항 회로는 이론적으로 1개의 등가저항을 가진 회로로 간단하게 변환할 수 있다. 직렬 및 병렬 변환은 간단화를 위한 가장 기초적인 도구이나 이 문서에 쓰여 있는 브릿지와 같은 복잡한 회로에는 적용하기 어렵다.
Y-Δ 변환을 이용하여 아래의 그림과 같이 한번에 1개의 노드를 없애고 더 간단한 회로망을 만들 수 있다.

브릿지 저항회로에서 노드 D를 없애기 위해 Y-Δ 변환을 사용하여 더 단순한 회로망으로 바꾼 모습

노드를 추가하는 Δ-Y 변환 같은 경우에는 직병렬 등으로 더욱 회로 선을 단순화할 수 있도록 해준다.

브릿지 저항회로에서, Δ-Y 변환을 이용하여 회로를 간단하게 바꾸는 모습

평면 그래프 모양의 모든 2극 회로망은 직병렬 변환,Δ-Y 변환, Y-Δ 변환을 이용하여 단일 등가저항을 가진 회로로 바꿀 수 있다. 하지만, 원환면 모양으로 정사각형 회로가 서로 이어져 있는 형태이거나, 페테르센 족 모양과 같이 평면이 아닌 모양의 회로망은 Y-Δ 변환을 사용하여 단일 등가저항을 가진 회로로 단순화할 수 없는 경우가 존재한다.

## 그래프 이론
그래프 이론에서 Y-Δ 변환이란 한 그래프 내의 Y 부분 그래프를 등가의 Δ 부분 그래프로 변환하는 작업을 의미한다. 이 변환은 그래프의 변 수는 그대로이나, 꼭짓점의 수나 순환의 수는 달라질 수 있다. 두 그래프가 한 그래프에서 Y-Δ 변환을 통해 다른 그래프로 모양을 바꿀 수 있다면 이 두 그래프는 Y-Δ 등가라고 부른다. 예를 들어, 페테르센 족은 Y-Δ 동치관계이다.

## 예시

### Δ에서 Y로의 변환
Δ 회로에서의 {\displaystyle \{R_{a},R_{b},R_{c}\}}를 Y 회로의 {\displaystyle \{R_{1},R_{2},R_{3}\}}로 바꾸기 위해, 두 회로에 대응되는 임피던스를 비교하자. 어느 회로에서든 임피던스는 회로에서 노드 중 하나가 끊어진 것과 같이 생각한 상태에서 결정된다.
Δ 회로에서 N3이 끊어진 상태에서 N1과 N2 사이의 임피던스는 다음과 같다.
{\displaystyle {\begin{aligned}R_{\Delta }(N_{1},N_{2})&=R_{c}\parallel (R_{a}+R_{b})\\&={\frac {1}{{\frac {1}{R_{c}}}+{\frac {1}{R_{a}+R_{b}}}}}\\&={\frac {R_{c}(R_{a}+R_{b})}{R_{a}+R_{b}+R_{c}}}\end{aligned}}}
식을 간단하게 하기 위해, {\displaystyle \{R_{a},R_{b},R_{c}\}}를 {\displaystyle R_{T}}라고 정의하자.
{\displaystyle R_{T}=R_{a}+R_{b}+R_{c}}
따라서,
{\displaystyle R_{\Delta }(N_{1},N_{2})={\frac {R_{c}(R_{a}+R_{b})}{R_{T}}}}
Y 회로에서 N1과 N2 사이에 대응되는 임피던스를 구하는 법은 간단하다.
{\displaystyle R_{Y}(N_{1},N_{2})=R_{1}+R_{2}}
그러므로,
{\displaystyle R_{1}+R_{2}={\frac {R_{c}(R_{a}+R_{b})}{R_{T}}}}   (1)
위의 계산식을 통하여, {\displaystyle R(N_{2},N_{3})}의 값은 다음과 같다.
{\displaystyle R_{2}+R_{3}={\frac {R_{a}(R_{b}+R_{c})}{R_{T}}}}   (2)
{\displaystyle R(N_{1},N_{3})}의 값은 다음과 같다.
{\displaystyle R_{1}+R_{3}={\frac {R_{b}(R_{a}+R_{c})}{R_{T}}}.}   (3)
여기서, 위 3개 방정식의 선형 계산(더하기/빼기)을 통하여 {\displaystyle \{R_{1},R_{2},R_{3}\}}를 구할 수 있다.
예를 들어, (1) 식과 (3) 식을 더한 후 (2) 식을 빼면 다음과 같다.
{\displaystyle R_{1}+R_{2}+R_{1}+R_{3}-R_{2}-R_{3}={\frac {R_{c}(R_{a}+R_{b})}{R_{T}}}+{\frac {R_{b}(R_{a}+R_{c})}{R_{T}}}-{\frac {R_{a}(R_{b}+R_{c})}{R_{T}}}}
{\displaystyle 2R_{1}={\frac {2R_{b}R_{c}}{R_{T}}}}
따라서,
{\displaystyle R_{1}={\frac {R_{b}R_{c}}{R_{T}}}.}
여기서,
{\displaystyle R_{T}=R_{a}+R_{b}+R_{c}}이다.
식을 정리하면 다음과 같다.
{\displaystyle R_{1}={\frac {R_{b}R_{c}}{R_{T}}}} (4)
{\displaystyle R_{2}={\frac {R_{a}R_{c}}{R_{T}}}} (5)
{\displaystyle R_{3}={\frac {R_{a}R_{b}}{R_{T}}}} (6)

### Y에서 Δ로의 변환
식을 간단하게 하기 위해 다음과 같은 가정을 하자.
{\displaystyle R_{T}=R_{a}+R_{b}+R_{c}}.
여기서 우리는 Δ 회로에서 Y 회로로 변환하는 방정식을 다음과 같이 세울 수 있다.
{\displaystyle R_{1}={\frac {R_{b}R_{c}}{R_{T}}}}   (1)
{\displaystyle R_{2}={\frac {R_{a}R_{c}}{R_{T}}}}   (2)
{\displaystyle R_{3}={\frac {R_{a}R_{b}}{R_{T}}}.}   (3)
3개 방정식을 두개씩 묶어 서로 곱해주면 다음과 같다.
{\displaystyle R_{1}R_{2}={\frac {R_{a}R_{b}R_{c}^{2}}{R_{T}^{2}}}}   (4)
{\displaystyle R_{1}R_{3}={\frac {R_{a}R_{b}^{2}R_{c}}{R_{T}^{2}}}}   (5)
{\displaystyle R_{2}R_{3}={\frac {R_{a}^{2}R_{b}R_{c}}{R_{T}^{2}}}}   (6)
여기서, 3개 방정식을 다 더하면 다음과 같다.
{\displaystyle R_{1}R_{2}+R_{1}R_{3}+R_{2}R_{3}={\frac {R_{a}R_{b}R_{c}^{2}+R_{a}R_{b}^{2}R_{c}+R_{a}^{2}R_{b}R_{c}}{R_{T}^{2}}}}   (7)
여기서 우변 분자의 {\displaystyle R_{a}R_{b}R_{c}}를 묶어서 {\displaystyle R_{T}}를 밖으로 빼면 분모의 {\displaystyle R_{T}}와 나눌 수 있다.
{\displaystyle R_{1}R_{2}+R_{1}R_{3}+R_{2}R_{3}={\frac {(R_{a}R_{b}R_{c})(R_{a}+R_{b}+R_{c})}{R_{T}^{2}}}}
{\displaystyle R_{1}R_{2}+R_{1}R_{3}+R_{2}R_{3}={\frac {R_{a}R_{b}R_{c}}{R_{T}}}} (8)
(8)의 식과 {(1),(2),(3)} 식은 서로 유사하다.
(8)을 (1)로 나누면 다음과 같다.
{\displaystyle {\frac {R_{1}R_{2}+R_{1}R_{3}+R_{2}R_{3}}{R_{1}}}={\frac {R_{a}R_{b}R_{c}}{R_{T}}}{\frac {R_{T}}{R_{b}R_{c}}},}
{\displaystyle {\frac {R_{1}R_{2}+R_{1}R_{3}+R_{2}R_{3}}{R_{1}}}=R_{a},}
이 식은 {\displaystyle R_{a}} 값에 대한 식이다. (8) 식을 (2)나 (3)으로 나누면 {\displaystyle R_{b}}와 {\displaystyle R_{c}}를 구할 수 있다.

## 같이 보기
- 스타-매쉬 변환
- 회로 이론
- 전기 회로, 단상 전력, 교류, 3상전력, 다상 시스템
- 교류 전동기
- 니콜라 테슬라
- 존 홉킨슨
- 미하일 돌리보도브로볼스키
- 찰스 프로테우스 스타인메츠

## 참고 문헌
- William Stevenson, Elements of Power System Analysis 3rd ed., McGraw Hill, New York, 1975, ISBN 0-07-061285-4